# Street of Frozen Phantoms
Street of Frozen Phantoms - debiutancki singel solowego projektu Michała Smolickiego - Bad Light District, wydany w 2009 roku. Jego premiera odbyła się 2 kwietnia w Programie Alternatywnym Agnieszki Szydłowskiej w radiowej Trójce. Piosenka weszła w skład albumu Simplifications wydanego w tym samym roku.
Utwór przez 5 tygodni gościł na Liście Przebojów Programu Trzeciego.